# Ulesie (gromada)
Ulesie – dawna gromada, czyli najmniejsza jednostka podziału terytorialnego Polskiej Rzeczypospolitej Ludowej w latach 1954–1972.
Gromady, z gromadzkimi radami narodowymi (GRN) jako organami władzy najniższego stopnia na wsi, funkcjonowały od reformy reorganizującej administrację wiejską przeprowadzonej jesienią 1954 do momentu ich zniesienia z dniem 1 stycznia 1973, tym samym wypierając organizację gminną w latach 1954–1972.
Gromadę Ulesie z siedzibą GRN w Ulesiu utworzono – jako jedną z 8759 gromad na obszarze Polski – w powiecie legnickim w woj. wrocławskim, na mocy uchwały nr 18/54 WRN we Wrocławiu z dnia 2 października 1954. W skład jednostki weszły obszary dotychczasowych gromad Ulesie, Gniewomirowice i Jezierzany ze zniesionej gminy Grzymalin a także obszary dotychczasowych gromad Lipce, Białka i Jaszków oraz przysiółki Goślinów i Pawłowice Małe z dotychczasowej gromady Czerwony Kościół ze zniesionej gminy Krotoszyce w tymże powiecie. Dla gromady ustalono 16 członków gromadzkiej rady narodowej.
31 grudnia 1961 do wsi Gniewomirowice w gromadzie Ulesie włączono część gruntów o powierzchni 301,70 ha ze wsi Siedliska w gromadzie Miłkowice w tymże powiecie; z gromady Ulesie wyłączono natomiast część obszaru wsi Pawłowice Małe (działki 1/2, 5 i 6), włączając ją do miasta (na prawach powiatu) Legnica w tymże województwie.
1 lipca 1968 gromadę zniesiono, a jej obszar włączono do gromady Miłkowice, oprócz wsi Jaszków, Białka i Pawłowice Małe, które włączono do gromady Krotoszyce w tymże powiecie.